# Karel Kovařovic
Karel Kovařovic, češki skladatelj in dirigent, * 9. december 1862, Praga, Češka, † 6. december 1920, Praga.
Njegovo najpomembnejše delo je opera Psoglavci, ki je bila spisana v letih 1895–1897, krstno pa je bila uprizorjena 24. aprila 1898 v Praškem narodnem gledališču, kjer je bil Kovařovic tudi dirigent. V Ljubljanski operi je bila opera prvič uprizorjena že leta 1902.